# Cantón de Mulhouse-1
El cantón de Mulhouse-1 (en francés canton de Mulhouse-1) es una división administrativa francesa, situada en el departamento de Alto Rin, de la región del Gran Este. La cabecera (bureau centralisateur en francés) está en Mulhouse.

## Historia
Fue creado por el decreto del 21 de febrero de 2014 que entró en vigor en el momento de la primera renovación general de asamblearios departamentales después de dicho decreto, cuestión que pasó en marzo de 2015.

## Composición
El cantón está formado por una fracción de la comuna de Mulhouse.